# Te Deum (Bruckner)
Das Te Deum C-Dur von Anton Bruckner (WAB 45), entstanden 1881, revidiert 1883–1884, ist eine Vertonung des Te-Deum-Hymnus, komponiert von Anton Bruckner für SATB-Chor und Solisten, Orchester und Orgel ad libitum. Es gilt als eines der bedeutendsten großen Chorwerke seiner Zeit und als einer der Höhepunkte des künstlerischen Schaffens des Komponisten.

## Werkgeschichte und Rezeption
Bruckner komponierte sein Te Deum vom 3. bis 17. Mai 1881, als er seine 6. Sinfonie fertigstellte. Danach begann er mit der Arbeit an der 7. Sinfonie. Nach ihrer Vollendung nahm Bruckner am 28. September 1883 die Komposition des Te Deum wieder auf. Die Vokal- und Orchesterstimmen wurden am 7. März 1884 fertiggestellt. Die Orgelstimme „ad libitum“ wurde am 16. März 1884 zusätzlich komponiert.
Mit einer Dauer von etwa 24 Minuten ist das Te Deum ein kurzes Werk bezogen auf Bruckners Sinfonien, aber auch auf seine große Messe in f-Moll. Bruckner ging es eher nicht, wie Berlioz in seinem Te Deum von 1855, um gigantische Ausmaße. Die Prägnanz des Werkes ist vielleicht maßgeblich für seine hervorragende Rezeption, nachdem es vom Wiener Akademischen Wagner-Verein begleitet von zwei Klavieren (gespielt von Robert Erben und Joseph Schalk) am 2. Mai 1885 in Wien unter der Leitung des Komponisten aufgeführt wurde.
Das Te Deum wurde vollständig aufgeführt am 10. Januar 1886 durch den Wiener Singverein im Musikvereinssaal, geleitet von Hans Richter. Selbst Eduard Hanslick, sonst Bruckners ewiger Kritiker, erkannte die Vorzüge der neuen Komposition an. Gustav Mahler war von dem Werk angetan: In seinem persönlichen Notenauszug ersetzte er den Untertitel „für Chor, Solostimmen, Orchester und Orgel“ durch „für Engelszungen, Gottselige, gequälte Herzen und feuergeläuterte Seelen“.
Bruckner bezeichnete sein Te Deum als „Stolz meines Lebens“: „Wenn mich der liebe Gott einst zu sich ruft und fragt: ‚Wo hast du die Talente, die ich dir gegeben habe?‘, dann halte ich ihm die Notenrolle mit meinem Te Deum hin, und er wird mir ein gnädiger Richter sein.“ Er widmete sein Werk A.M.D.G. Das Te Deum ist das Zeugnis von Bruckners tiefem Glauben und ein Lied des Lobes und der heiligen Freude. Bruckners Werk war das erfolgreichste, mit der 7. Sinfonie und in gewissem Maße der 8. Sinfonie im Jahr 1890, in Österreich und in der Welt. Eine seiner Aufführungen, 1891 in Berlin, war ein außerordentlicher Erfolg.
Das Thema des non confundar in aeternum zitiert das Hauptthema aus dem 2. Satz von Bruckners 7. Sinfonie.
Das Te Deum ist das letzte seiner Werke, das Bruckner, bereits geschwächt, im Konzert am 12. Januar 1896 hörte (organisiert auf Veranlassung von Brahms). Er konnte den Finalsatz seiner 9. Sinfonie nicht mehr fertigstellen; kurz vor seinem Tod soll er verfügt haben, dass man das Te Deum als Ersatz dafür spielen soll. Mit Bruckners Komposition (und auch Verdis Te Deum, dem vierten Teil der Quattro pezzi sacri) wurde das Te Deum als Konzertstück etabliert. Vielleicht war es das, was Bruckner dazu veranlasste, das Te Deum zur Vervollständigung seiner 9. Sinfonie zu empfehlen; beide Werke sind Gott gewidmet, und ein Thema des Te Deum wird in der Sinfonie zitiert. Diese Lösung wird jedoch aufgrund der technischen Schwierigkeiten selten gewählt; auch ziehen viele Interpreten es vor, die Sinfonie in der letzten Stille des Adagio ersterben zu lassen.

## Fassungen und Ausgaben

### Erste Fassung von 1881 (Franz Scheder)
Die Fassung von 1881, deren Manuskript im Stift Kremsmünster aufbewahrt wird, enthält die Partitur der Stimmen und einige Orchestrierungsskizzen. Es ist kürzer als die endgültige Fassung (357 statt 513 Takte). Insbesondere der Teil Aeterna fac ist anders und kürzer, und die letzte Fuge ist noch nicht komponiert.

### Endfassung von 1884 (Rättig (1885), Nowak (1962))
Das Te Deum wurde erstmals 1885 von Theodor Rättig veröffentlicht, der Bruckner 50 Gulden zahlte, „den einzigen Betrag, den er als Komponist zu Lebzeiten erhielt. ... Im Gegensatz zu den anderen Erstausgaben [neu zusammengestellt von den Schalk-Brüdern] gibt es kaum einen Unterschied zwischen dieser Ausgabe und dem Originalmanuskript.“

## Besetzung
Das Werk ist komponiert für gemischten Chor, Solisten, Orchester (2 Flöten, 2 Oboen, 2 Klarinetten in A, 2 Fagotte, 4 Hörner in F, 3 Trompeten in F, Alt, Tenor und Bass Posaunen, Kontrabasstuba, Pauken in C und G und Streicher) und Orgel ad libitum.

## Aufbau
Das Werk in „Bogenform“ gliedert sich in fünf Teile:
1. Te Deum laudamus – Allegro, Feierlich, mit Kraft, C-Dur
2. Te ergo quaesumus – Moderato, f-Moll
3. Aeterna fac – Allegro, Feierlich, mit Kraft, d-Moll
4. Salvum fac populum tuum – Moderato, f-Moll
5. In Te, Domine speravi – Mäßig bewegt, C-Dur

Gesamtdauer: etwa 24 Minuten.
Der erste Teil beginnt kraftvoll in C-Dur mit dem Chor im Unisono, unterstützt von einer leeren Quinte in der Orgel als Orgelpunkt und einem leeren Quintenmuster der Streicher. Dann entwickeln sich die Solisten und der Chor in Motiven und Modulationen typisch für Bruckner.
Der zweite Teil in f-Moll (Te ergo quaesumus) ist heiterer und flehender Natur, mit einem ausdrucksstarken Tenorsolo, das von einem Violinsolo unterstützt wird.
Der dritte Teil (Aeterna fac) in Bruckners d-Moll, zeigt apokalyptische Wut. Unterstützt von einem rhythmischen Motiv nutzt es alle Mittel von Chor und Orchester und endet abrupt mit einer ungelösten Kadenz.
Der vierte Teil (Salvum fac populum tuum), der mit einem Zitat aus dem zweiten Teil beginnt, diesmal mit einer Begleitung des Tenorsolisten durch Frauenstimmen, entwickelt sich nach einem Bass-Solo und einem Chor-Orgelpunkt auf Et rege eos, et extólle illos usque in aeternum zum Unterteil Per singulos dies, der an die Inbrunst und Energie des ersten Teils erinnert.
Der letzte Teil in C-Dur, der mit dem Quartett der Solisten beginnt, gipfelt in einer freudigen Fuge, gefolgt von einem eindrucksvollen Choral über Non confundar in aeternum, das dem Hauptthema des Adagios der 7. Sinfonie auffallend ähnlich ist. Das Ausgangsmotiv mit leeren Quinten taucht wieder auf und alle Instrumente und Stimmen führen das Werk zu seinem kraftvollen Abschluss.

## Diskografie

### Erste Fassung (1881)
Von dieser Version gibt es nur eine Aufnahme:
- Klaus Dieter Stolper, Ad hoc Chor mit Klavierbegleitung (restauriert) von Annie Gicquel, Nürnberg, live 07.10.2003 - CD Noris Ton, Privataufnahme des Bayerischen Ärzteorchesters (mit der 7. Sinfonie).

### Endfassung (1884)
Die erste Aufnahme machte Felix Gatz 1927 mit dem Bruckner-Chor und der Staatskapelle Berlin: 78/min - Decca 25159 (nur Teil 1 und Anfang von Teil 4). Diese historische Aufnahme ist auf der Website von John Berky zu hören. Die erste Gesamteinspielung entstand 1937 von Bruno Walter mit dem Wiener Opernchor und den Wiener Philharmonikern.
Während der Zeit des Nationalsozialismus wurden das Te Deum und der Psalm 150 ignoriert, weil ihre Existenz dem Nazi-Mythos widersprach, dass Bruckners Auseinandersetzung mit der Musik von Richard Wagner ihn von seiner Bindung an die Kirche befreit habe. Erst nach dem Zweiten Weltkrieg machte Eugen Jochum mit mehreren Konzerten und Aufnahmen auf das Te Deum und die übrige geistliche Musik des Komponisten aufmerksam. Ihm folgten Herbert von Karajan, Bruno Walter und Volkmar Andreae.
Einige der Aufnahmen der Nachkriegszeit:
- Eugen Jochum, Chor und Sinfonieorchester des Bayerischen Rundfunks – 78/min Polydor 72020-1, 1950; später auf LP: DG 16002 und CD: Forgotten Records fr 227/8 (mit Sinfonie Nr. 7)
- Herbert von Karajan, Singverein der Gesellschaft der Musikfreunde Wien und Vienna Symphonic Orchestra  – LP: Melodram DSM B01, 1952; auf CD übertragen: Arkadia CDGI 705.2 (mit Sinfonie Nr. 8)
- Bruno Walter, Westminster Abbey Chor, New York Philharmonic Orchestra – LP: Columbia ML6EYE 4980, 1953; später auf CD übertragen: Sony SMK 64 480 (mit Mozarts Requiem)
- Volkmar Andreae, Singverein der Gesellschaft der Musikfreunde Wien, Vienna Symphonic Orchestra,  1953 – CD: Music & Arts 1227 (9 CDs, mit Sinfonien 1–9)

Es gibt über 100 Aufnahmen des Te Deum, meist mit einer Symphonie oder einem anderen Chorwerk des Komponisten. Laut Hans Roelofs ist die Jochum-Aufnahme von 1965 immer noch eine Referenz. Weitere hervorragende Aufnahmen sind laut Roelofs die von Rögner, Barenboim, Best, Rilling und Luna.
- Eugen Jochum, Chor der Deutschen Oper Berlin, Berliner Philharmoniker, Wolfgang Meyer (Orgel) – LP: DG 139117/8, 1965 (mit Sinfonie Nr. 9); dann auf CD übertragen: DG 413 603.
- Bernard Haitink, Chor des Niederländischen Rundfunks, Concertgebouw Orchester – CD: Philips 462 943-2, 1966 (2 CD, mit Sinfonie Nr. 8)
- Lovro von Matačić, Kunitachi Music College Chorus, NHK Symphony Orchestra – LP: NHK Transcription 170, 1968 (2 LP, zusammen mit Sinfonie Nr. 7)
- Herbert von Karajan, Singverein der Gesellschaft der Musikfreunde Wien, Berliner Philharmoniker, Rudolf Scholz (Orgel) – LP: DG 2530 704, 1975 (mit Mozarts Krönungsmesse); später auf CD übertragen: DG 453 091-2 (mit Verdis Requiem)
- Daniel Barenboim, Chicago Symphony Orchestra und Chor – LP: DG 2741 007 (mit Sinfonie Nr. 8), 1981; später auf CD übertragen: DG 435 068 (mit Sinfonie Nr. 1)
- Sergiu Celibidache, Chor der Münchner Philharmonie, Mitglieder des Münchner Bach-Chors, Münchner Philharmoniker, Elmar Schloter (Orgel) – CD: EMI 5 56695 2, 1982 (2 CD, zusammen mit Sinfonie Nr. 7)
- Heinz Rögner, Rundfunkchor Berlin und RSO Ost-Berlin – CD: Ars Vivendi 2100 172, 1988 (mit Messe Nr. 2)
- Matthew Best, Corydon Singers and Orchestra, James O’Donnell (Orgue) – CD: Hyperion CDA66650, 1993 (mit Messe Nr. 1)
- Helmuth Rilling, Gächinger Kantorei Stuttgart und Bach-Collegium Stuttgart – CD: Hänssler 98.119, 1996 (mit Messe Nr. 2 und Psalm 150)
- Zubin Mehta, Chor der Staatsoper Dresden, Staatskapelle Dresden – CD: Dirigent DIR-0002, 2008
- Ricardo Luna, Wiener Madrigalchor, Chorvereinigung Schola Cantorum und Symphonieorchester Wiener Volksoper, István Mátiás (Orgel) – CD erschienen beim Madrigalchor: WMCH 024, 2008 live (mit Messe Nr. 3).
- Susana Acra-Brache, Grupo Vocal Matisses, Orquestra In Art – CD/DVD: Ausgabe des Ensembles bzw. von Musica Sacra, 2010 (zusammen mit dem Requiem und dem Ave Maria, WAB 6)